# Mosolyt! (Így jártam anyátokkal)
 A Mosolyt! az Így jártam anyátokkal című televízió-sorozat ötödik évadának tizennyolcadik epizódja. Eredetileg 2010. március 22-én vetítették, míg Magyarországon 2010. november 1-jén.
Ebben az epizódban Marshall bulit szervez Lily 32. születésnapjára, amit Ted egy újabb randijával igyekszik tönkretenni. Közben Robin próbál rossz fényképet készíteni Barneyról. 

## Cselekmény
Lily a 32. születésnapját ünnepli, ami miatt nagyon izgatott. Marshall is kitesz magáért, hogy ezt jó hangulatban ünnepelhesse. Lily egy fényképezőgépet kap, rajta Marshall pucér képeivel. Imád vele fotózni, Robin és Barney pedig felidéznek régi fényképeket. Ekkor megjelenik Ted és aktuális randija, Amanda, aki a tortát sütötte. Marshall egy játékot talált ki, ami arról szól, hogy ki tud többet Lilyről, de Amanda, aki semmit nem tud, tönkreteszi az egészet. Míg a tortát készíti össze a konyhában, Lily gyorsan egy csoportképet akar készíteni, azzal a szándékkal, hogy a lány ne legyen rajta. Ted tiltakozik, mire Lily megmutatja a fotóalbumot: szinte az összes korábbi jeles alkalomkor magával hozott egy lányt, aki ott van a képeken, de aztán soha többé nem látták, és Ted már meg se tudja őket nevezni.
Robin észreveszi, hogy Barney mindegyik képen ugyanabban a pózban látható. Barney azt állítja, hogy róla képtelenség rossz fényképet készíteni – ellentétben Marshallal, aki szemlátomást pocsék arcot vág mindegyik fotón. Robin próbál rossz fotót csinálni Barneyról, de a próbálkozásai érthetetlen módon kudarcot vallanak. Ted és Lily összevesznek, mert Ted nem érti, miért olyan nagy dolog ez a fényképezősdi. Lily felidézi a párizsi útjukat, ahová csak Marshall és ő mentek volna el, aztán megjelent Ted és Karen is, akik már a repülőn összevesztek és szakítottak, tönkretéve így az utat. Ted bocsánatot kér és azt mondja, hogy ő csak az igazit keresi. Robin ekkor elmondja, hogy ő például nem hívta meg Dont, mert úgy gondolja, hogy új barátok nem illenek az ilyen eseményekhez. Ted belátja, hogy Amandának nem kell szerepelnie a képen, de arra kéri Lilyt, hogy adjon neki egy esélyt. Csakhogy a tortán "Boldog 42. születésnapot, Lori" felirat szerepel, amiért Marshall a "számomra halott vagy" nézéssel tekint Amandára és kidobja őt a lakásból. Marshall megmagyarázza, hogy azért tette ezt, mert cinikus lett – ugyanis valahányszor Ted szakított egy lánnyal, mindig neki kellett "feltakarítani" Ted után és megvigasztalni a lányt.
Ted megjegyzi, hogy a fotóalbum egyik képén sem látszik, hogy pillanatokkal előtte viták és veszekedések voltak köztük. Az első oldalra lapoznak, ahol Ted, Marshall és Lily láthatók a koleszban – Ted szerette volna, ha Lily is rajta van a fotón, mert úgy vélte, ő és Marshall sokáig együtt lesznek. Lily bocsánatot kér és visszahívják Amandát, hadd szerepeljen rajta ő is a képen. Robin megpróbálja szabotálni Barneyt, de hihetetlen módon jó fotó készül róla még így is.
Az epizód végén egy előretekintésben láthatjuk, hogy Lily a 33. születésnapján arra kéri Tedet, nevezze meg Amandát, de Ted láthatóan nem is emlékszik rá. A szokásos fotózás előtt Robin egy kis szószt ad Barneynak, amit megkóstol, és ekkor jön rá, hogy koriander van benne, amire allergiás. Hatalmasat tüsszent, és ezzel végre egy rossz kép készül róla.

## Kontinuitás
- Ted felemlegeti, hogy egy Halloween alkalmával Marshall és Lily összevesztek azon, hogy Lily azt mondta, hogy a pingvinek bénák. A "Lotyós tök" című részben és a "Robin: Kezdőknek" című részben is szerepel, hogy Marshall odavan az állatokért.
- Lily párizsi útjáról először a "Cukorfalat" című részben beszéltek.
- Barney a "Villásreggeli" című epizód eseményei alatt is hasonló pózba vágta magát egy fotón.
- Valamikor Robin is úgy kezdte, mint Ted többi barátnője: "A hétfő esti meccs" című rész 2006-os visszatekintésében látható, hogy Marshall aggódik amiatt, hogy Robint talán nem kellett volna meghívniuk.
- Marshall a "Hogyan nyerjük meg a maratont" című könyvet olvassa a repülőn, amit "A szerencsepénz" című részben is olvasott.
- Lily felidézi, milyen volt, amikor Ted magával hozta az egyik ilyen barátnőjét, amikor Marshall sikeres szakvizsgáját ünnepelték ("Spoilerveszély")
- Robin megemlíti, hogy egy alkalommal részt vett egy igazi japán esküvőn. A 4. évad során egy rövid ideig Japánban volt tudósító.
- Az egyik fényképen azt ünneplik, hogy Robin megszerezte a kettős állampolgárságot.
- Marshall a "számomra halott vagy" nézést mutatja be. ("Pofonadás 2: A pofon visszaüt")

## Jövőbeli visszautalások
- Az epizódban visszaemlékezésben látható Shinjutsu étterem lesz a helyszíne "A kacsás nyakkendő" című résznek.

## Érdekességek
- Marshall felemlegeti, hogy 2005 februárjában neki kellett vigasztalnia Natalie-t, amikor szakított vele Ted. Csakhogy a 2005 októberében játszódó "Az ing visszatér" című részben Ted azt állítja, hogy 3 éve nem is találkoztak. Az ominózus eset utána sem történhetett, mert egy étteremben szakítottak, ráadásul elég csúnya körülmények között.
- Annak ellenére, hogy most azt hangoztatja, hogy friss ismeretségeket a csapat jeles alkalmaira nem illik hozni, a "Pofonadás" című részben Robin magával hozta Bobot Hálaadásra.

## Zene
- Les Cautionneurs - Briques

## Vendégszereplők
- Anne Dudek - Natalie
- Brooke Nevin - Amanda
- Laura Prepon - Karen
- Gina Comparetto - Strawberry
- Asia De Marcos - japán feleség
- Blake Hogue - szomszéd
- Tanisha Lynn - Esme
- Gaku Space - Robin randija
- Jessica Vilchis - Rosalie